# Anna Rüger
Anna Rüger (née à Augsbourg et morte après 1491, aussi connue en tant que Anna Rügerin) est une imprimeuse d'Augsbourg. Elle est considérée comme la première femme typographe à inscrire son nom dans le colophon d'un livre au XVe siècle.

## Famille
Anna Rüger est la fille de Barbara Schönsperger  qui a épousé en 1467 ou 1468 l'imprimeur Johann Bämler († 1503). Ce dernier fait imprimer à Augsbourg 136 incunables. En 1481, le mari d'Anna, l'orfèvre Thomas Rüger, établit avec son beau-frère Johann Schönsperger une autre imprimerie. Ensemble, ils impriment deux ouvrages en 1481 et 1482. Thomas Rüger meurt en 1483 et Anna se remarie avec le bibliothécaire Peter Berger, qui a installé dix imprimeries entre 1486 et 1490. Son neveu, Johan Schönsperger Le Jeune, est également éditeur, et sa nièce épouse Johannes Oswalt, éditeur et bibliothécaire d'Augsbourg. Ce dernier entretient des relations d'affaires avec Bâle et Venise.

## Production
Anna Rüger imprime en 1484 deux livres dans l'imprimerie dont elle hérite de son mari. Le premier est le Sachsenspiegel de Eike von Repgow. Cinq semaines plus tard est imprimé Formulare und deutsch Rhetorica, un manuel d'instructions pour la rédaction de documents et de lettres officielles. Rüger utilise une police de caractères que son frère a utilisée jusqu'en  1492. Les relations professionnelles avec son frère s'arrêtent après 1484.

## Ouvrages imprimés par l'imprimerie Rüger

### Johann Schönsperger et Thomas Rüger († 1483)
- Plenarium (allemand), Augsbourg 1481[2].
- Die neue Ehe [Le nouveau mariage], Augsbourg, en 1482[3].

### Anna Rügerin
- Eike von Repgow, Sachsenspiegel. Landrecht mit Glosse. Teilweise redigiert von Dietrich von Bocksdorf und mit Additiones von Tammo von Bocksdorf. (avec répertoire latin-allemand du Sachsenspiegel latin). – A ce propos: Hermann von Oesfeld: Cautela und Premis. – Johann von Buch: Richtsteig Landrechts. – Eike von Repgow, Speculum Saxonum, Augsburg 22 juin 1484[4]
- Formulare und deutsch Rhetorica, Augsbourg 29. Juillet 1484[5]